# Alfonso Uribe Jaramillo

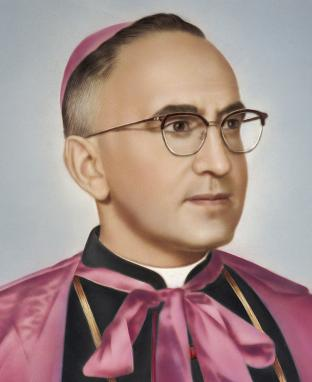
Alfonso Uribe Jaramillo

Alfonso Uribe Jaramillo (* 6. Februar 1914 in Nariño; † 15. Juli 1993 in La Ceja) war ein kolumbianischer römisch-katholischer Geistlicher und Bischof von Sonsón-Rionegro.

## Leben
Alfonso Uribe Jaramillo empfing am 1. November 1937 das Sakrament der Priesterweihe für das Erzbistum Medellín.
Am 25. Juni 1963 ernannte ihn Papst Paul VI. zum Titularbischof von Aureliopolis in Asia und zum Weihbischof in Cartagena. Der Apostolische Nuntius in Kolumbien, Erzbischof Giuseppe Paupini, spendete ihm am 4. August desselben Jahres die Bischofsweihe; Mitkonsekratoren waren der Bischof von Sonsón, Alfredo Rubio Diaz, und der Erzbischof von Cartagena, José Ignacio López Umaña.
Alfonso Uribe Jaramillo nahm an der zweiten und dritten Sitzungsperiode des Zweiten Vatikanischen Konzils teil. Er war der wichtigste Förderer der Charismatischen Bewegung in Kolumbien.
Papst Paul VI. bestellte ihn am 6. April 1968 zum Bischof von Sonsón-Rionegro. Am 16. Februar 1993 nahm Papst Johannes Paul II. das altersbedingte Rücktrittsgesuch von Alfonso Uribe Jaramillo an.